# Matt LaFleur
Matthew Patrick LaFleur (Mount Pleasant, 3 de novembro de 1979) é um técnico de futebol americano. Atualmente, é o treinador principal da Franquia Green Bay Packers, a qual é uma das 32 equipes que compõem a National Football League.

## Primeiros anos no esporte
Incialmente, Matt LaFleur ingressou Western Michigan University, e jogou como wide receiver entre os anos de 1998 e 1999. Posteriormente, entre 2000 e 2002, atuou como quarterback pela Saginaw Valley State.
Após o seu período de atleta, LaFleur optou por seguir atuando na parte técnica do esporte, compondo a comissão dos times de diferentes universidades, a saber: Saginaw Valley State, Central Michigan University, Northern Michigan University e Ashland University.

## Carreira como treinador na NFL

### Houston Texans
Em 2008, após trabalhar no futebol americano universitário, Matt assinou o seu primeiro contrato com uma franquia da NFL, sendo recrutado pelo Houston Texans para o cargo de assistente ofensivo.

### Washington Football Team
Ao ser contratado pelo Washington Redskins, o pai de Kyle Shanahan, Mike Shanahan, a pedido de seu filho, trouxe Matt para ser o treinador de quarterbacks de Washington (cargo que já ocupara em anos passados no college football).

### Notre Dame
Em 2014, LaFleur voltou para o futebol americano universitário como treinador de quarterbacks de Notre Dame.

### Atlanta Falcons
O seu retorno para a liga profissional foi em 2015, como treinador de quarterbacks do Atlanta Falcons, trabalhando, mais uma vez, com o seu amigo Kyle Shanahan (coordenador ofensivo da equipe).

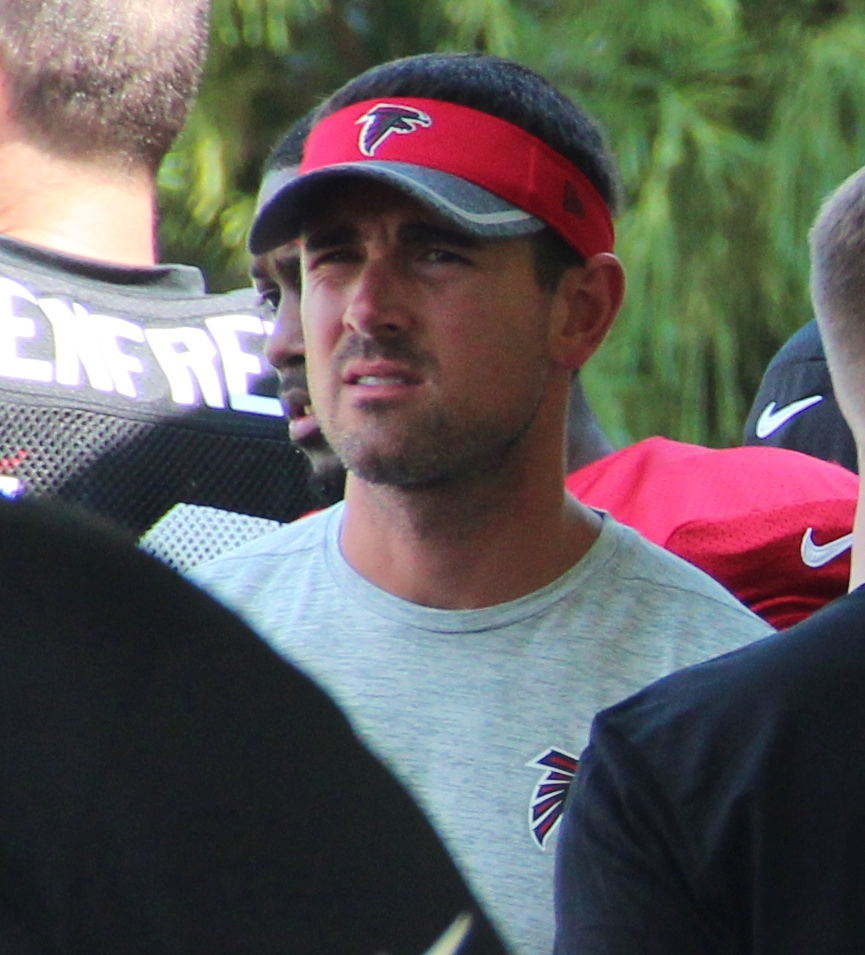
Matt LaFleur em Atlanta

No ano de 2016, LaFleur teve um papel importante ajudando o quarterback da equipe, Matt Ryan, a ganhar o Prêmio de Jogador Mais Valioso da NFL. Além disso, a equipe teve uma ótima campanha na temporada, ganhando 11 partidas, e perdendo somente no Super Bowl para o New England Patriots. 

### Los Angeles Rams
Após o belo trabalho em Atlanta, Lafleur foi contratado, em 2017, pelo Los Angeles Rams do Head Coach Sean McVay (seu antigo companheiro em Washington)  para ocupar o cargo de coordenador ofensivo da equipe. 

### Tennessee Titans
Na temporada de 2018, o Tennessee Titans contratou LaFleur para compor a comissão técnica do Head Coach Mike Vrabel. Neste momento, foi delegada a Matt a responsabilidade de chamar as jogadas do ataque, coisa que anteriormente nunca foi de sua responsabilidade. 

### Green Bay Packers
Em janeiro de 2019, LaFleur foi contratado pelo Green Bay Packers para ser o sucessor de Mike McCarthy no cargo de Head Coach  da equipe. Esta contratação representou o ponto alto na carreira de Matt, uma vez que, diferentemente dos trabalhos realizados anteriormente, o mesmo foi requisitado pela primeira vez em sua carreira para ser o treinador principal de uma franquia da NFL.
A primeira campanha liderada por Matt foi surpreendente. O time, após anos difíceis sob o comando de McCarthy, somada às últimas lesões de seu quarterback Aaron Rodgers, ganhou a sua divisão de forma invicta, chegando à final de conferência da liga nacional com uma campanha de 13 vitórias e 3 derrotas.
Com novos reforços na parte defensiva,  a equipe, mediante o seu forte front seven, pressionou muito o quarterback adversário, e forçou turnovers importantes para a manutenção das vitórias. 
LaFleur repetiu em 2020 a campanha de 13 vitórias que havia feito em 2019, mas dessa vez sendo o mentor de um dos ataques mais explosivos da liga, o qual foi sabiamente comandado por Aaron Rodgers. Rodgers repetiu o feito de 2011 e 2014, sendo eleito o jogador mais valioso da temporada mais uma vez.
Ao lado de Rodgers, Davante Adams (wide receiver), Aaron Jones (running back) e a linha ofensiva foram os grandes pupilos da temporada para os cabeças de queijo. 
Nos playoffs, o Green Bay Packers venceu o Los Angeles Rams em seu primeiro jogo nos playoffs, mas, ao avançar para a final de conferência, foi incapaz de sair vitorioso contra o Tampa Bay Buccanears de Tom Brady, que posteriormente ganharia o Super Bowl contra o Kansas City Chiefs nesta mesma temporada.

## Números como treinador
| Time  | Ano   | Temporada regular | Temporada regular | Temporada regular | Temporada regular  | Temporada regular     | Playoffs | Playoffs | Playoffs                                                           | Playoffs |
| Time  | Ano   | Vitórias          | Derrotas          | empates           | Títulos de divisão | Melhor técnico do ano | Vitórias | Derrotas | Resultado                                                          |          |
| ----- | ----- | ----------------- | ----------------- | ----------------- | ------------------ | --------------------- | -------- | -------- | ------------------------------------------------------------------ | -------- |
| GB    | 2019  | 13                | 3                 | 0                 | 1º na NFC North    | 0                     | 1        | 1        | Derrota para o San Francisco 49ers na Final de conferência da NFC  |          |
| GB    | 2020  | 13                | 3                 | 0                 | 1º na NFC North    | 0                     | 1        | 1        | Derrota para o Tampa Bay Buccaneers na Final de conferência da NFC |          |
| GB    | 2021  | 13                | 4                 | 0                 | 1º na NFC North    | 0                     | 0        | 1        | Derrota para o San Francisco 49ers na Rodada Divisional da NFC     |          |
| GB    | 2022  | 8                 | 9                 | 0                 | 3º na NFC North    | 0                     | 0        | 0        |                                                                    |          |
| GB    | 2023  | 9                 | 8                 | 0                 | 2º na NFC North    | 0                     | 1        | 1        | Derrota para o San Francisco 49ers na Rodada Divisional da NFC     |          |
| Total | Total | 56                | 27                | 0                 | 2                  | 0                     | 3        | 4        |                                                                    |          |